# Llista d'edificis més alts de Boston

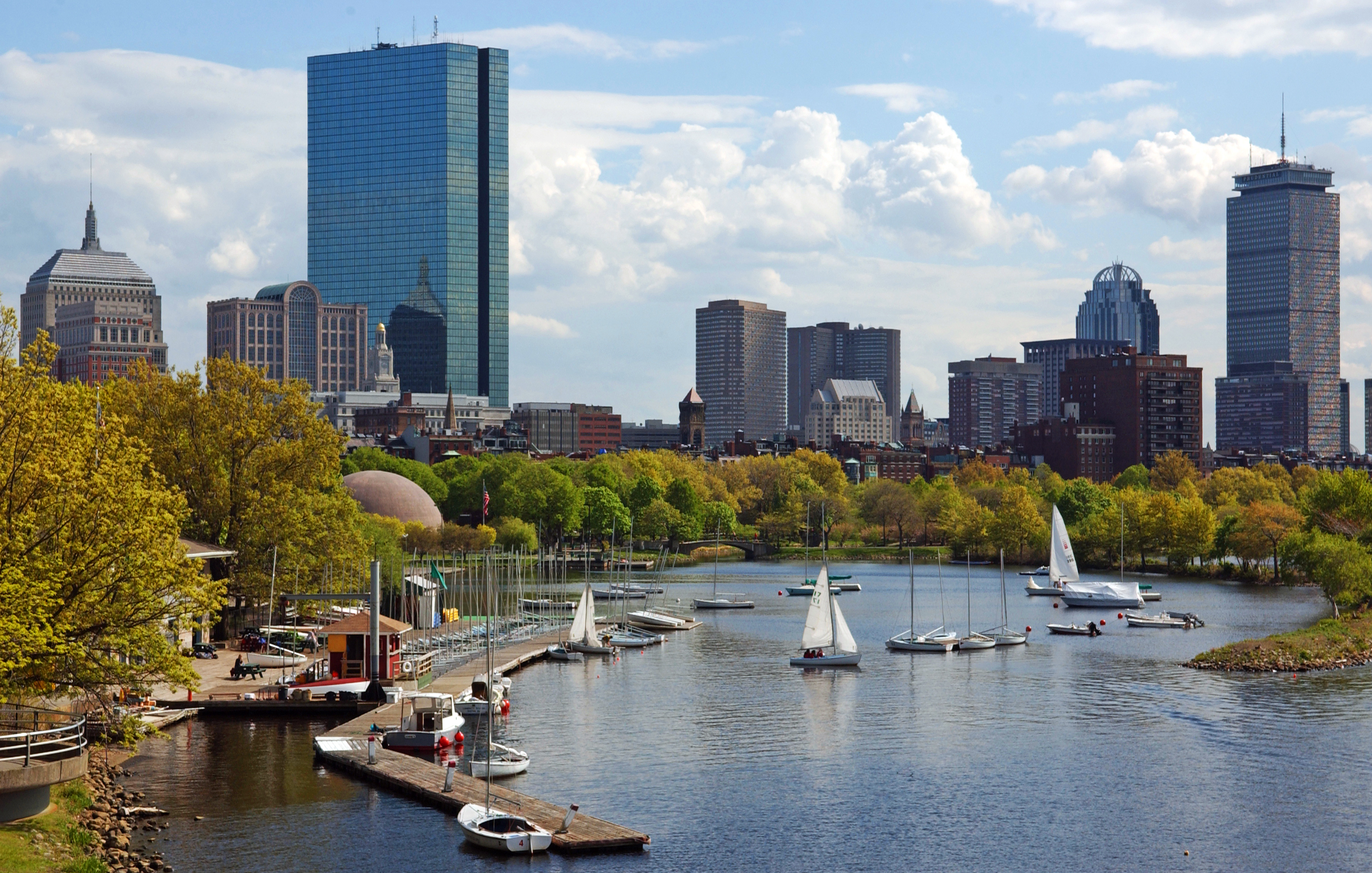
Vista de Back Bay, sobresurten la Hancock Place a l'esquera i la Prudential Tower a la dreta.

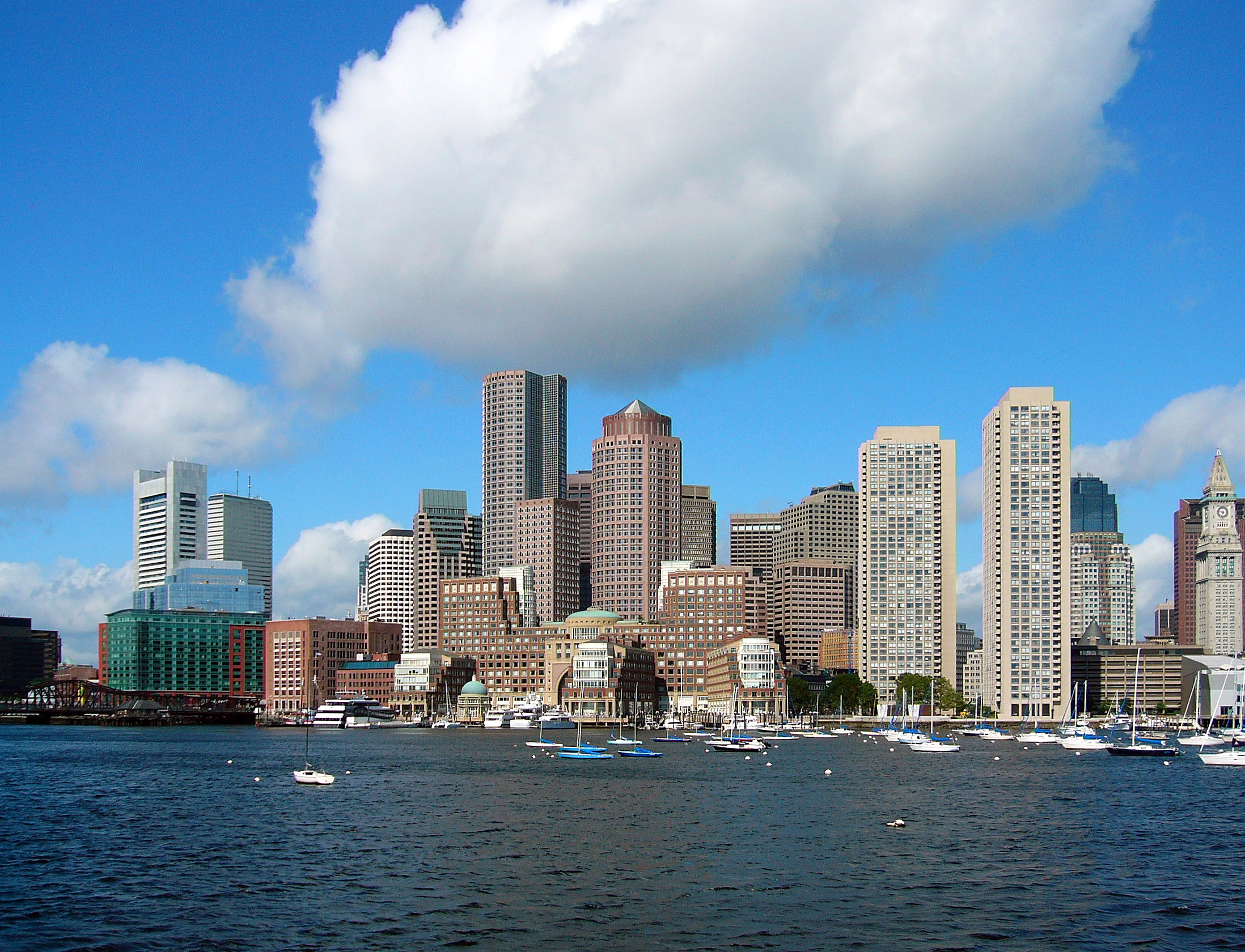
Panorama urbà de l'est de Boston.

Aquesta és una llista dels edificis més alts de Boston que llista els gratacels de la ciutat americana de Boston, Massachusetts per alçada. L'estructura més alta és Hancock Place, de 60 pisos, que arriba als 790 peus (241 m) al districte Back Bay district. Hancock Place també és el 46è edifici més alt dels Estats Units. El segon edifici més alt de Boston és la Prudential Tower, que fa 749 peus d'alçada.
La història dels gratacels de Boston va començar amb l'acabament, el 1893 de l'edifici de 13 pisos Ames Building, que és considerat el primer edifici alt.
Al juny de 2008, Boston té tres propostes de construir gratacels més alts els següents cinc anys. La més alta de les propostes és Trans National Place, que, si es construís, seria el nou edifici més alt de la ciutat amb 358 metres (1,175 ft). Si es construís, també seria dels majors edificis dels Estats Units d'Amèrica; només tres edificis el superarien. També hi ha la proposta de South Bay Tower, que amb 800 ft (244 metres) seria la segona estructura de la ciutat. La tercera major proposta per a la ciutat és la South Station Tower, que seria el cinquè edifici més alt de la ciutat, comptant que la Trans National Place i la South Bay Tower es construïssin.

## Edificis més alts

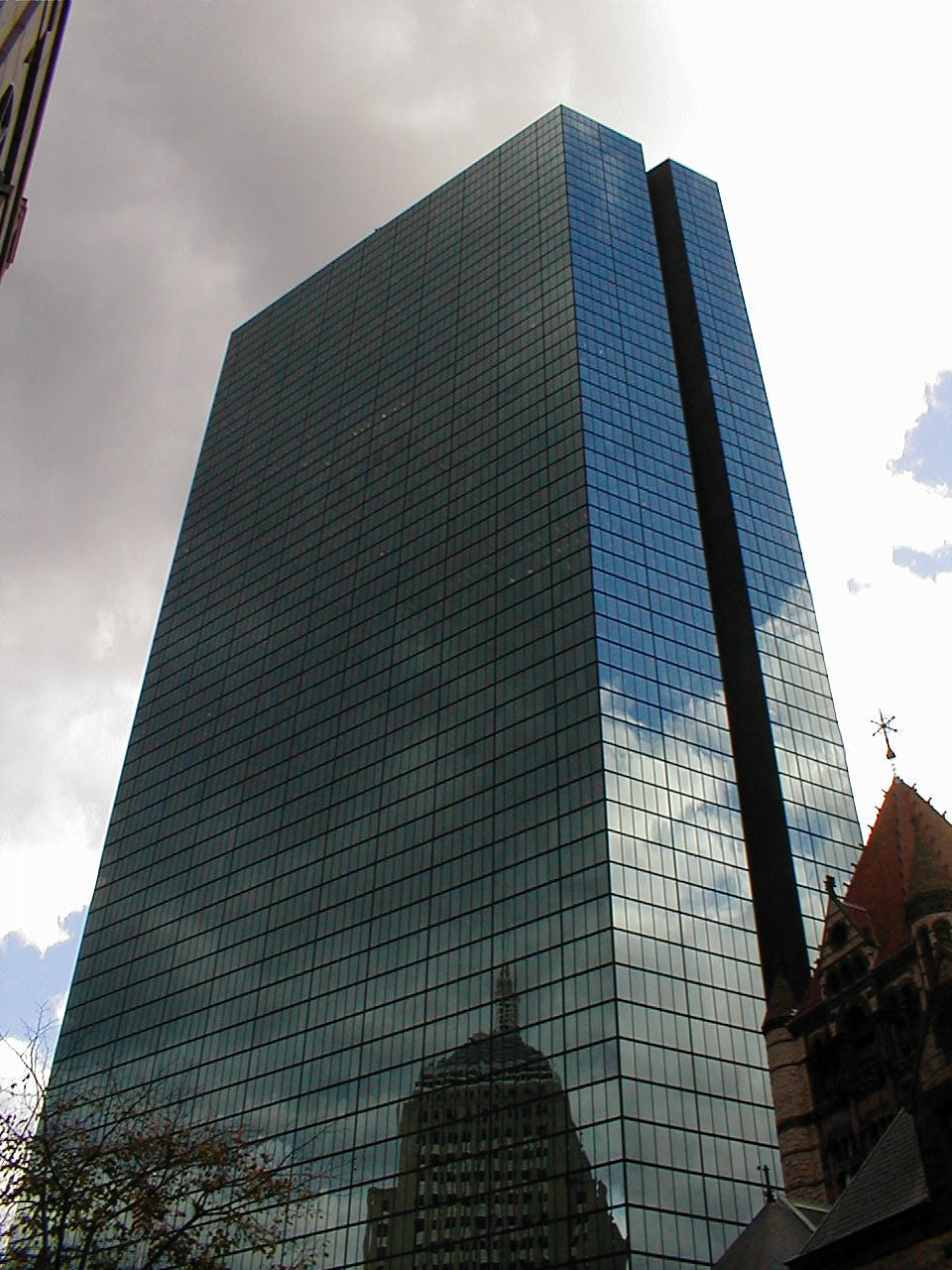
L'edifici més alt de Boston, Hancock Place.

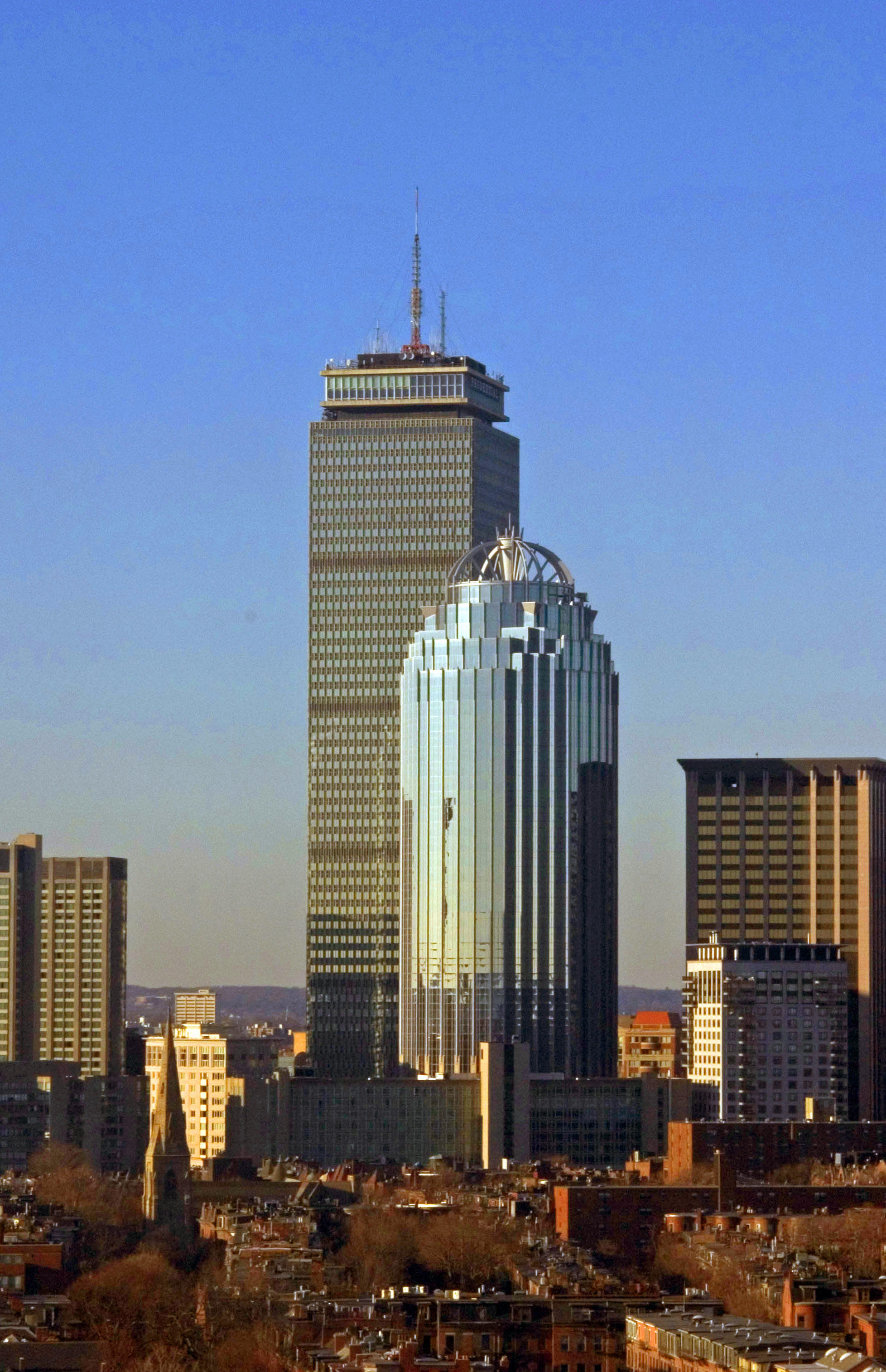
El 2n i 8è edifici més alt de Boston, la Prudential Tower i 111 Huntington Avenue

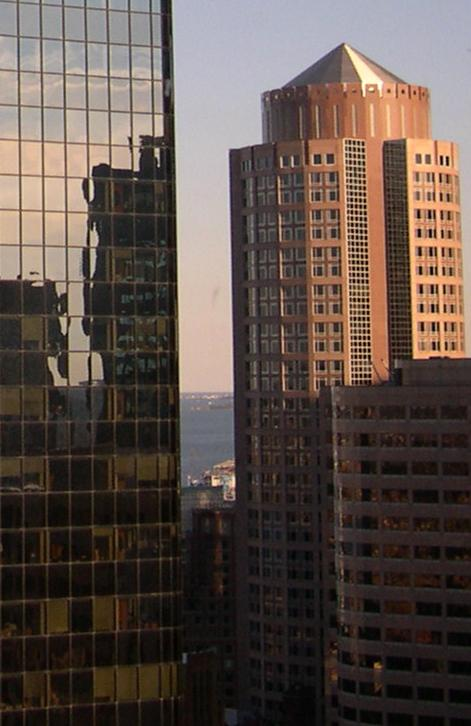
El novè edifici més alt de Boston

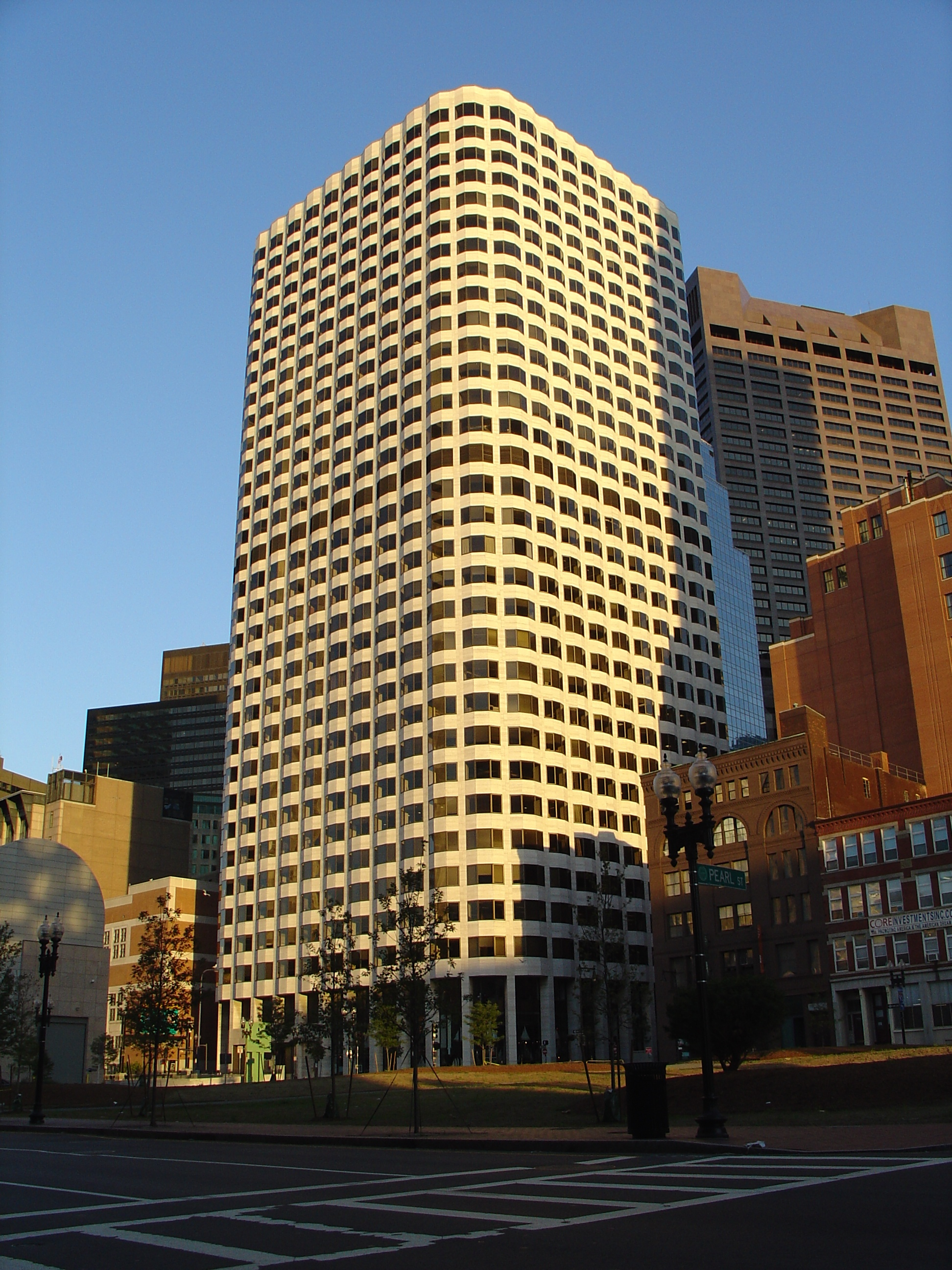
El 26è edifici més alt de Boston.

Aquesta llista enumera els gratacels més alts de Boston que superen els 122 metres.
| Nº  | Nom                           | Alçada (metres) | Pisos | Any  | Notes |
| --- | ----------------------------- | --------------- | ----- | ---- | --- |
| 1   | Hancock Place                 | 241             | 60    | 1976 | El 162è edifici més alt del món, i el 46è dels Estats Units. Ha estat l'edifici més alt de Boston i Nova Anglaterra des del 1976. Conegut popularment com a John Hancock Tower. L'edifici més alt de Boston construït a la dècada del 1970. |
| 2   | Prudential Tower              | 228             | 52    | 1964 | El 70è edifici més alt dels EUA. The Skywalk, l'observatori cobert més alt a Nova Anglaterra, està situat al 50è pis. L'edifici més alt de la ciutat construït a la Dècada del 1960.                                                        |
| 3   | Federal Reserve Bank Building | 187             | 32    | 1976 | L'edifici més alt de Boston del Districte Econòmic (Financial District). |
| 4   | One Boston Place              | 183             | 41    | 1970 | L'edifici més alt del Government Center. |
| 5   | One International Place       | 183             | 46    | 1987 | L'edifici més alt de Boston construït a la dècada del 1980. |
| 6   | First National Bank Building  | 180             | 37    | 1971 | [ 20 ] [ 21 ] [ 22 ] |
| 7   | One Financial Center          | 180             | 46    | 1983 | [ 23 ] [ 24 ] [ 25 ] |
| 8   | 111 Huntington Avenue         | 169             | 36    | 2002 | [ 26 ] [ 27 ] [ 28 ] |
| 9   | Two International Place       | 164             | 35    | 1992 | L'edifici més alt de la ciutat construït a la dècada del 1990. |
| 10  | One Post Office Square        | 160             | 40    | 1981 | [ 32 ] [ 33 ] [ 34 ] |
| 11  | One Federal Street            | 159             | 38    | 1975 | Conegut originalment com a Shawmut Bank Building. |
| 12  | Exchange Place                | 156             | 40    | 1984 | [ 38 ] [ 39 ] [ 40 ] |
| 13  | 60 State Street               | 155             | 38    | 1977 | El primer gratacel d'estil modern de la ciutat. |
| 14  | One Beacon Street             | 154             | 37    | 1971 | [ 43 ] [ 44 ] [ 45 ] |
| 15  | One Lincoln Street            | 153             | 36    | 2003 | [ 46 ] [ 47 ] [ 48 ] |
| 16  | 28 State Street               | 152             | 40    | 1970 | [ 49 ] [ 50 ] [ 51 ] |
| 17  | Custom House Tower            | 151             | 32    | 1915 | L'edifici tot-hotel de Boston. L'edifici més alt de Boston construït a la dècada del 1910. |
| 18  | Berkeley Building             | 151             | 36    | 1947 | També conegut com Old John Hancock Building. L'edifici més alt construït a la dècada del 1940. |
| 19= | 33 Arch Street                | 145             | 33    | 2004 | El gratacel més recent construït a la ciutat. |
| 19= | State Street Bank Building    | 145             | 33    | 1966 | També conegut com a 225 Franklin Street. |
| 21  | Millennium Place Tower I      | 145             | 38    | 2001 | L'edifici més alt a Downtown Crossing. |
| 22  | 125 High Street               | 138             | 30    | 1991 | [ 67 ] [ 68 ] [ 69 ] |
| 23  | 100 Summer Street             | 137             | 32    | 1974 | [ 70 ] [ 71 ] [ 72 ] |
| 24  | Millennium Place Tower II     | 136             | 36    | 2001 | [ 73 ] [ 74 ] [ 75 ] |
| 25  | McCormack Building            | 122             | 22    | 1975 | [ 76 ] [ 77 ] [ 78 ] |
| 26= | Keystone Building             | 122             | 32    | 1971 | [ 79 ] [ 80 ] [ 81 ] |
| 26= | Harbor Towers I               | 122             | 40    | 1971 | [ 82 ] [ 83 ] [ 84 ] |

## Edificis més alts per alçada del pinacle

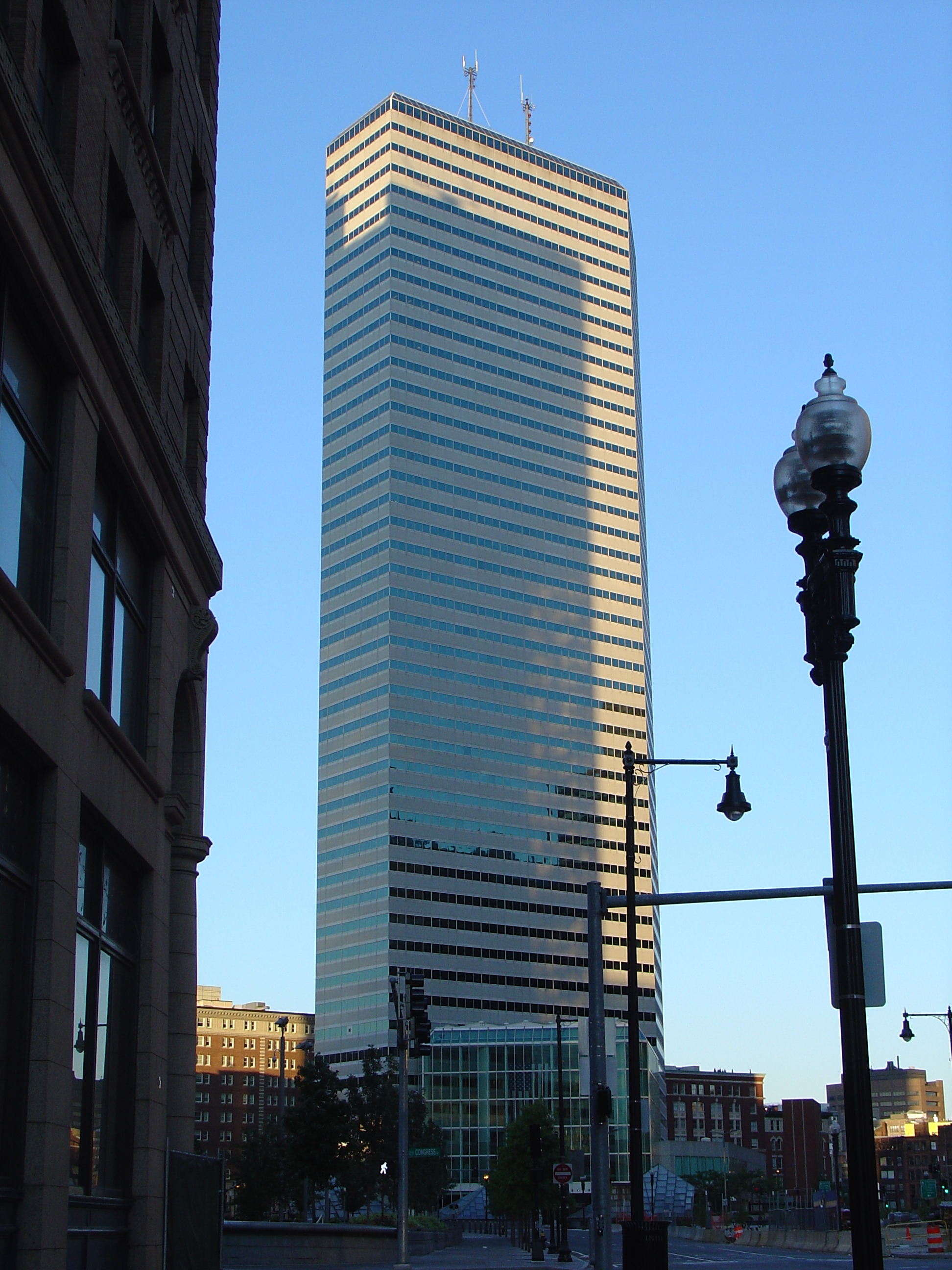
Quan es mesura per alçada del pinacle, One Financial Center és el tercer edifici més alt de Boston.

Aquesta llista enumera els gratacels més alts de Boston basada en l'alçada del pinacle, que inclou les antenes.
| Nº | Nom                           | Alçada incloent pinacle (metres) | Alçada sense pinaclen (metres) | Referència |
| -- | ----------------------------- | -------------------------------- | ------------------------------ | ---------- |
| 1  | Prudential Tower              | 276                              | 228                            | [ 9 ]      |
| 2  | Hancock Place                 | 228                              | 241                            | [ 7 ]      |
| 3  | One Financial Center          | 208                              | 180                            | [ 23 ]     |
| 4  | One Beacon Street             | 190                              | 154                            | [ 43 ]     |
| 5  | Federal Reserve Bank Building | 187                              | 187                            | [ 12 ]     |
| 6  | One Boston Place              | 183                              | 183                            | [ 14 ]     |
| 7  | One International Place       | 183                              | 183                            | [ 18 ]     |
| 8  | First National Bank Building  | 180                              | 180                            | [ 20 ]     |
| 9  | 111 Huntington Avenue         | 169                              | 169                            | [ 26 ]     |
| 10 | Two International Place       | 164                              | 164                            | [ 29 ]     |